# محمد بن قاسم الغزي
أبو عبد الله محمد بن قاسم بن محمد بن محمد الغَزِّي (859 - 918 هـ / 1455 - 1512 م) يلقب بشمس الدين، ويعرف بابن قاسم وبابن الغرابيلي. وهو فقيه شافعي.

## مولده ونشأته
ولد ونشأ بغزة، وتعلم بها وبالقاهرة وأقام بهذه وتولى أعمالاً في الأزهر وغيره.

## مؤلفاته
من كتبه:
- «فتح القريب المجيب في شرح ألفاظ التقريب»، أو «القول المختار في شرح غاية الاختصار»، ويعرف بشرح ابن قاسم على متن أبي شجاع.
- و«حاشية على شرح التصريف» في الأزهرية، علق بها على شرح السعد التفتازاني للتصريف العربيّ.
- و«حواش على حاشية الخيالي» في شرح العقائد النسفية.